# 2022年度香港小姐競選
2022年度香港小姐競選（第50屆）是電視廣播有限公司舉辦的選美活動，為港姐競選50周年金禧誌慶。該年度口號為「時代在變 美麗不變」。
該年度的決賽賽事於2022年9月25日晚上8時在香港體育館舉行，是自2010年度香港小姐競選以來，相隔12年後再次以香港體育館作為香港小姐競選決賽場地。

## 比賽結果

### 名次
| 最後結果         | 參賽者        |
| ---------------- | ------------- |
| 2022香港小姐冠軍 | - 8號 林鈺洧  |
| 亞軍             | - 4號 許子萱  |
| 季軍             | - 14號 梁超怡 |
| 五強             | - 1號 徐麟    |
| 五強             | - 9號 陳銘鳳  |

### 大會獎項
| 獎項         | 參賽者        |
| ------------ | ------------- |
| 最上鏡小姐   | - 14號 梁超怡 |
| 友誼小姐     | - 13號 邢慧敏 |
| 國際親善小姐 | - 4號 許子萱  |

### 其他獎項
| 獎項               | 得獎者        |
| ------------------ | ------------- |
| 現場觀眾至Like佳麗 | - 2號 林曉彤  |
| 現場觀眾至Like佳麗 | - 9號 陳銘鳳  |
| 現場觀眾至Like佳麗 | - 14號 梁超怡 |
| 現場觀眾至Like佳麗 | - 19號 楊溢   |
| 最佳妝容獎         | - 4號 許子萱  |
| 生態保育大使獎     | - 4號 許子萱  |
| 網民至Like KOL獎   | - 8號 林鈺洧  |
| 最佳口才獎         | - 4號 許子萱  |
| 最佳口才獎         | - 11號 馮嘉敏 |
| 最佳口才獎         | - 14號 梁超怡 |
| 最佳口才獎         | - 17號 張靜婷 |

## 參選佳麗
| 佳麗編號 | 中文名字 | 英文名字       | 參選年齡 | 身高（英吋） | 三圍 | 職業             |
| -------- | -------- | -------------- | -------- | ------------ | ---- | ---------------- |
| 1        | 徐 麟    | Astrid Xu      | 25       | 5'8"         |      | 博士生           |
| 2        | 林曉彤   | Hebe Lam       | 25       | 5'6"         |      | 助理工料測量師   |
| 3        | 陳瑞菱   | Reina Chan     | 25       | 5'5"         |      | 學生             |
| 4        | 許子萱   | Cecca Xu       | 25       | 5'4"         |      | 投行分析師       |
| 5        | 陳婉怡   | Chrissy Chen   | 24       | 5'4"         |      | 學生             |
| 7        | 王子蝶   | Gabrielle Wang | 24       | 5'4"         |      | 商業估值分析師   |
| 8        | 林鈺洧   | Denice Lam     | 27       | 5'9"         |      | 模特兒           |
| 9        | 陳銘鳳   | Cherry Chan    | 26       | 5'7"         |      | 教育留學咨詢顧問 |
| 10       | 何思懿   | Ceci Ho        | 23       | 5'6"         |      | 學生             |
| 11       | 馮嘉敏   | Yohanna Fung   | 23       | 5'7"         |      | 英語導師         |
| 12       | 張可欣   | Naomi Zhang    | 23       | 5'4"         |      | 學生             |
| 13       | 邢慧敏   | Sharon Ying    | 27       | 5'9"         |      | 模特兒           |
| 14       | 梁超怡   | Joey Leung     | 26       | 5'3"         |      | 程式師招聘官     |
| 15       | 張光怡   | Chloe Cheung   | 25       | 5'4"         |      | 醫生             |
| 16       | 敖嘉揚   | Catherine Ao   | 24       | 5'7"         |      | 碩士生           |
| 17       | 張靜婷   | Janice Cheung  | 27       | 5'6"         |      | 模特兒           |
| 18       | 何詩琪   | Maggie Ho      | 27       | 5'3"         |      | 法律助理         |
| 19       | 楊 溢    | Stacia Yeung   | 26       | 5'5"         |      | 畢業生           |
| 20       | 梁家琪   | Khaki Leung    | 22       | 5'3"         |      | 學生             |

## 佳麗晉級及淘汰情況

### 決賽
| 淘汰次數 （宣布淘汰時間） | 獲晉級佳麗 | 被淘汰佳麗 | 備註                                        |
| ------------------------- | --- | --- | ------------------------------------------- |
| 第一輪淘汰 （21時29分）   | - 1號 徐 麟 - 2號 林曉彤 - 3號 陳瑞菱 - 4號 許子萱 - 5號 陳婉怡 - 8號 林鈺洧 - 9號 陳銘鳳 - 14號 梁超怡 - 16號 敖嘉揚 - 17號 張靜婷 | - 7號 王子蝶 - 10號 何思懿 - 11號 馮嘉敏 - 12號 張可欣 - 13號 邢慧敏 - 15號 張光怡 - 18號 何詩琪 - 19號 楊 溢 - 20號 梁家琪 | 此環節前共有19名佳麗，10名獲晉級、9名被淘汰 |
| 第二輪淘汰 （22時13分）   | - 1號 徐 麟 - 4號 許子萱 - 8號 林鈺洧 - 9號 陳銘鳳 - 14號 梁超怡                                                                    | - 2號 林曉彤 - 3號 陳瑞菱 - 5號 陳婉怡 - 16號 敖嘉揚 - 17號 張靜婷                                                          | 此環節前共有10名佳麗，5名獲晉級、5名被淘汰  |

## 入圍佳麗個人背景
- 1號徐　麟：中國安徽省出生，香港大學公共管理系博士生，其短曲髮形象在初選期間曾被傳媒形容為「爆炸頭」，髮型亦跟1987年度香港小姐亞軍李美鳳相像，因樣貌被指與2006年度香港小姐冠軍陳茵媺相似，被封為「翻版陳茵媺」。
- 2號林曉彤：英國西英格蘭大學工料測量及建築管理學系畢業，助理工料測量師。
- 3號陳瑞菱：倫敦經濟學院管理學碩士畢業（一級榮譽）
- 4號許子萱：中國廣州市出生，12歲移民美國東岸。美國密西根大學金融及戰策管理系，曾任美國銀行投資銀行分析師，2017年曾參與國內著名相親真人實境節目《非誠勿擾》演出[8]，2019年在國內出版她人生第一本自傳《一個華爾街女孩的面考實錄》分享紐約職場文化、職場人際關係複雜性、職場人性陰暗面、如何有效運用辦公室政治和面試心得，惟在內地及外國網站均滯銷而需減價促售。她預告將會於今年年底或明年年初出版她第二本自傳，內容將會講述是次在香港選美經歷和內幕[9]。在首晤傳媒記者會中透露剛剛已獲英國劍橋大學和牛津大學的工商管理系碩士同時錄取，目前正考慮修讀二者其一。她透露，如當選香港小姐，將擱置其讀書進修計劃，並竭盡所能履行香港小姐的職責[10]。在港姐訓練期間，曾被指與15號張光怡因排舞問題而鬧出不和事件，二人其後否認。
- 5號陳婉怡：香港浸會大學音樂碩士畢業
- 6號林泳怡：美國加州高中畢業，將到美國塔夫茲大學讀書，其後宣布退出比賽回美國繼續升學
- 7號王子蝶：香港中文大學碩士畢業，商業估值分析師
- 8號林鈺洧：曾用藝名林卓錡，中英混血兒，藝人林俊賢與前妻之女兒，廣東新會人，商科畢業，熊黛林和Angelababy經理人Kim旗下模特兒，曾參與ViuTV多個節目演出，其中代表作是在清談節目《對號入座》中大方分享性經驗
- 9號陳銘鳳：香港出生，中國深圳成長。中山大學英文翻譯及德文畢業，教育留學諮詢顧問，內地社交平台粉絲多達二百萬
- 10號何思懿：香港恒生大學就讀新聞傳播。活躍於義工界別，曾為香港特區中央青年獅子會會長，現太平山青年商會企業傳訊及出版事務董事，以及中國港澳303區青年獅子區會公共關係及出版組主席
- 11號馮嘉敏：蘇格蘭愛丁堡大學碩士畢業，英語及數學教師
- 12號張可欣：本名張學晴，來自中國山東，大學商科學生
- 13號邢慧敏：香港城市大學市場營銷學系畢業（2019年），模特兒，連詩雅師妹
- 14號梁超怡：香港出生，童星出身，5歲已參演電影《無間道》演出[11]，14歲移民美國芝加哥，2019年畢業於北伊利諾大學並獲得商科市場營銷學士學位，大學就讀期間曾參選2017年世界華商形象大使競選北美賽區並奪得亞軍和參選2019年芝加哥華商會親善小姐競選，但最終落選，是TVB當紅花旦張曦雯師妹[12]，畢業後曾於數家美國科技企業任職，參選香港小姐前在美國加州洛杉磯臉書分公司擔任軟體工程師招聘官，因甜美笑容被傳媒形容為「翻版孫藝珍」，吸引著名男藝人如周柏豪和方力申關注其社交媒體[13]。被揭身上至少7處有紋身[14]
- 15號張光怡：香港大學內外全科醫學士畢業，海選時還是瑪麗醫院實習醫生，於2022年7月1日正式成為註冊醫生。志向希望以香港小姐身分成為香港醫學界的發言人，代表香港到世界衛生組織發言。因其學業優異成績，被傳媒封為麥明詩2.0和被分類為香港新一代知性美代表[10]在港姐訓練期間，曾被指與4號許子萱因排舞問題而鬧出不和事件，二人其後否認。
- 16號敖嘉揚：紐約大學經濟系，現香港大學商學院碩士生
- 17號張靜婷：英國伯明翰城市大學商科畢業，曾參選2018年度亞洲小姐競選香港賽區並入選十強，模特兒。獲前東華三院主席王賢誌提名，被爆15歲時經常運用流利粗口在個人社交平台責罵他人，被封本屆「粗口港姐」。
- 18號何詩琪：英國法律大學法律系畢業，法律助理，16歲時曾是少女模特兒組合Donut成員，是胡心諾師妹。惟出道兩個月後因到英國升學，從此退出少女模特兒界。
- 19號楊　溢：美國加利福尼亞大學洛杉磯分校生物學系畢業，曾參選《2019香港小姐競選》
- 20號梁家琪：澳洲悉尼大學傳理系碩士，獲1988年國際華裔小姐季軍郭秀雲提名參選，被指極有古典美態，貌似年輕版美國荷里活華裔女星劉玉玲[15]，多年來熱心於社會公益和海洋保育活動。希望能透過選美向大眾推崇環境保育意識並藉此一圓兒時演員夢

## 決賽日節目流程
| 司儀           | 鄭裕玲、曾志偉、陳百祥、鄭丹瑞、陳欣健、錢嘉樂、森 美、麥美恩、陸浩明、馮盈盈、丁子朗、周嘉洛、崔建邦 |
| 大會評判       | 李林麗嬋、梁高美懿、郭少明、孫大倫、石禮謙 |
| 最上鏡小姐評判 | 楊傳亮、琦琦、陳法蓉、甘國亮、周勵淇 |
| 表演嘉賓       | 譚芷昀、JW 王灝兒、黎明、草蜢、林二汶、文凱婷、炎明熹、潘靜文、張馳豪、冼靖峰、孫漢霖、蔡愷穎、林智樂、何晉樂、林沚羿、詹天文、姚焯菲、陳昊廷、陳晉軒、趙頌宜、侯雋熙、金永衡、江廷慧、劉詠彤、李茵彤、彭家賢、文佐匡、孫衣文、Sophia雅荍 |

節目流程：
- 第一節（20:03 - 20:23）：
  - 19位佳麗開場自我介紹
- 第二節（20:27 - 20:38）：
  - 頒發友誼小姐獎項
- 第三節（20:41 - 20:56）：
  - 評判訪談
- 第四節（21:01 - 21:16）：
  - 頒發親善小姐及最上鏡小姐獎項
- 第五節（21:21 - 21:31）：
  - 麥美恩及鄭裕玲公佈10強佳麗：梁超怡、陳瑞菱、許子萱、陳銘鳳、張靜婷、敖嘉揚、林鈺洧、徐麟、林曉彤、陳婉怡
- 第六節（21:34 - 21:47）：
  - 泳裝問答環節（一）

10強候選佳麗的問題如下：
- - 1號徐麟︰『西班牙有個舉國狂歡的奔牛節。如果香港舉辦一個類似節日，妳有甚麼提議呢？』（1989年陳法蓉）
  - 2號林曉彤︰『如果現在所有人都停止（動作），只有我（司儀）一個可以做動作，妳猜我會做甚麼呢？』（1985年王愛倫）
  - 3號陳瑞菱︰『時裝世界變化萬千，迷你裙、密實裝也流行過，妳認為將來女性時裝發展會怎樣呢？』（1973年趙雅芝）
  - 4號許子萱︰『如果有得選，妳會選哪三個人陪妳被困升降機？』（1979年鍾楚紅）
  - 5號陳婉怡︰『傳統節日都有其特色食物，如果香港小姐也是一個「節日」，妳會選吃甚麼食物呢？』（1988年李嘉欣）
- 第七節（21:51 - 22:00）：
  - 泳裝問答環節（二）
  - 8號林鈺洧︰『如果妳是一位國際級影后卻遭到質疑演技。想即席示範「喜、怒、哀、樂」4個表情以表證明。』（1999年胡杏兒）
  - 9號陳銘鳳︰『天賦妳有一種特殊才能，但只能在唱歌、跳舞及演戲三選一，妳會選哪一種呢？』（1983年張曼玉 （页面存档备份，存于））
  - 14號梁超怡︰『如果要妳選一位歷史名人的雕像放在書桌上，妳會選哪位呢？』（1979年鄭文雅）
  - 16號敖嘉揚︰『妳希望自己能活到幾多歲呢？』（1976年任連平）
  - 17號張靜婷︰『如果一生只准選一天去洗澡，妳會選哪天呢？』（1982年鄺美雲 （页面存档备份，存于））
- 第八節（22:03 - 22:22）：
  - 公佈五強佳麗名單
- 第九節（22:25 - 22:32）：
  - 歷年賽事回顧片段
- 第十節（22:37 - 22:49）：
  - 公佈季軍結果，並由2021年度香港小姐季軍邵初頒獎
  - 公佈亞軍結果，並由2021年度香港小姐亞軍梁凱晴頒獎
  - 2021年度香港小姐冠軍宋宛穎出場，並發表卸任感言
  - 公佈冠軍結果，並由2021年度香港小姐冠軍宋宛穎頒獎並加冕
  - 2022年度香港小姐冠軍林鈺洧繞場一周，接受眾人祝福

決賽賽事完結後，電視台在晚上10時53分至10時59分播映現場直播節目《香港小姐美麗繼承者》，由大會司儀陸浩明即場訪問三甲佳麗及友誼小姐的得獎感受，並由三甲佳麗的親友再作訴說。

## 特備節目

### 《2022香港小姐競選：美麗傳奇50載》
- 節目內容：香港小姐競選，一項充滿代表性的年度本地選美盛事，即將踏入五十載。這個「美貌與智慧並重」的美麗傳奇，如何得以光輝傳承？特輯節目誠意邀來多名曾為「港姐」製作獻出無窮心力的幕後精英，細訴盛會背後的一點一滴，同時跟多代觀眾一同回味悠長的選美活動歲月，以及其經歷多年的變遷。

### 《2022香港小姐競選：小城美誌》
- 節目內容：《香港小姐競選》踏入五十周年，保持「時代在變，美麗不變」的初心。半世紀以來，香港小姐與觀眾共同成長，一起參與城中選美盛事，見證每個年代美貌與智慧並重的時代女性誕生。2022年，二十位候選佳麗，各自配對一位過往港姐兼師姐，走訪一個個陪伴香港人長大的代表地標。她們眼中的一個地方、兩種情懷，攜手遍尋足跡，細味現今和昔日「家」的人情味。

| 佳麗編號 | 候選佳麗 | 歷代師姐 | 約會地方       | 播出日期      |
| -------- | -------- | -------- | -------------- | ------------- |
| 1        | 徐麟     | 唐麗球   | 電車           | 2022年8月1日  |
| 2        | 林曉彤   | 向海嵐   | 啟德郵輪碼頭   | 2022年8月2日  |
| 3        | 陳瑞菱   | 陸詩韻   | 萬芳冰室       | 2022年8月3日  |
| 4        | 許子萱   | 劉倩婷   | 太平山頂       | 2022年8月4日  |
| 5        | 陳婉怡   | 宋愛儀   | 寶石戲院       | 2022年8月5日  |
| 6        | 林泳怡   | 曹敏莉   | 美姿華相舖     | 2022年8月6日  |
| 7        | 王子蝶   | 鍾子綸   | 1881 Heritage  | 2022年8月7日  |
| 8        | 林鈺洧   | 葉翠翠   | 海味街         | 2022年8月8日  |
| 9        | 陳銘鳳   | 蔡潔雯   | 黑膠唱片博物館 | 2022年8月9日  |
| 10       | 何思懿   | 邵珮詩   | 旺角行人專用區 | 2022年8月10日 |
| 11       | 馮嘉敏   | 莫可欣   | 西貢海鮮街     | 2022年8月11日 |
| 12       | 張可欣   | 張名雅   | 銅鑼灣避風塘   | 2022年8月12日 |
| 13       | 邢慧敏   | 胡家惠   | 大排檔         | 2022年8月13日 |
| 14       | 梁超怡   | 朱希敏   | 星光大道       | 2022年8月14日 |
| 15       | 張光怡   | 張雪玲   | 蓮香樓         | 2022年8月15日 |
| 16       | 敖嘉揚   | 李嘉麗   | 古董街         | 2022年8月16日 |
| 17       | 張靜婷   | 王愛倫   | 利東街         | 2022年8月17日 |
| 18       | 何詩琪   | 劉佩玥   | 海洋公園       | 2022年8月18日 |
| 19       | 楊 溢    | 戚黛黛   | 天星小輪       | 2022年8月19日 |
| 20       | 梁家琪   | 岑杏賢   | 香港動植物公園 | 2022年8月20日 |

### 《2022香港小姐競選：美麗序章》
- 節目內容：2022年度一眾香港小姐候選佳麗，在決賽競選舞台上爭妍鬥麗之前，特地先揭開「美麗序章」，參加一連七天的賽前訓練營，接受趙增熹、麥秋成、Sunny Wong等幾位星級導師帶來的精華改進課程，務求提升音樂、歌唱與舞蹈技巧，以應付決賽夜的才藝、歌舞表演，以及答問環節的現場考核。節目輯錄港姐訓練營的課程花絮，同步見證佳麗們整裝待發，潛能發揮到極致狀態的衝刺時刻！

### 《2022香港小姐美麗繼承者》
- 節目內容：隨着2022年度香港小姐競選圓滿舉行，三甲佳麗同告誕生！節目主持陸浩明誠邀新鮮出爐的應屆冠軍、亞軍、季軍、最上鏡小姐和友誼小姐到臨，由衷分享獲獎心情，讓觀眾同步感受美麗傳承者的喜悅。

## 賽前招募
2022年4月17日，無綫電視舉行《2022香港小姐競選》「全球招募」記者會，公布有關招募詳情。一眾歷屆香港小姐出席分享參選港姐的心路歷程，特別嘉賓慧妍雅集信託委員會副主席向海嵐小姐更聯同執行委員會會長劉倩婷小姐親臨支持，傳承慧妍雅集的信念和使命。另外，現身處美國加州的2017香港小姐季軍黃瑋琦亦特別拍攝短片支持，呼籲全球合資格的佳麗把握機會報名，踏出追尋夢想的第一步。其後，電視廣播有限公司總經理（節目內容營運）曾志偉先生更率領一眾歷屆港姐主持啟動儀式，象徵《2022香港小姐競選》全球招募正式展開，期待新一屆香港小姐的誕生。
記者會出席者包括：電視廣播有限公司總經理（節目內容營運）曾志偉先生、助理總經理（藝員管理及發展）樂易玲小姐、企業傳訊部總監黃德慧小姐、經理（非戲劇分部）何小慧小姐、星夢娛樂集團有限公司行政總裁何麗全先生、形象監督陳惠英小姐、慧妍雅集信託委員會副主席向海嵐小姐、執行委員會會長劉倩婷小姐、2016香港小姐冠軍馮盈盈、亞軍暨最上鏡小姐劉穎鏇、2019香港小姐冠軍黃嘉雯、2020香港小姐冠軍暨最上鏡小姐謝嘉怡、季軍郭柏妍、2021香港小姐冠軍宋宛穎、亞軍梁凱晴、季軍暨友誼小姐邵初及最上鏡小姐楊培琳。
2022年5月17日，無綫電視舉行《2022香港小姐競選》「全球招募 最後召集」記者會，一眾歷屆及應屆香港小姐出席，包括2010香港小姐冠軍陳庭欣、2015香港小姐友誼小姐林凱恩、2017香港小姐亞軍何依婷、2018香港小姐冠軍陳曉華、2019香港小姐季軍古佩玲、2021香港小姐冠軍宋宛穎、亞軍梁凱晴、最上鏡小姐楊培琳、參選佳麗陳懿德、戴佳敏、葉靖儀。她們在會上分享參選港姐的心路歷程及得著，呼籲全球合資格佳麗把握機會報名參選，實現夢想，成為50周年港姐童話的主角，為人生開展新一頁。另外，出席者還有電視廣播有限公司經理（非戲劇分部）何小慧小姐、星夢娛樂集團有限公司總裁何麗全先生、形象監督陳惠英小姐。

## 甄選過程及競選活動
2022年6月2日，無綫電視安排候選佳麗於將軍澳電視廣播城進行第一輪面試，大會從報名參賽者中挑選82位佳麗親身進行面試及接受記者提問，另有20多名佳麗因仍身處香港境外或受新型肺炎疫情影響而須在香港接受隔離檢疫，而需改以視像通訊形式接受面試，大會於當日共接見約110名候選佳麗。
電視台的總經理曾志偉及助理總經理樂易玲在接見佳麗後接受記者訪問，他們表示第一輪面試會先對佳麗作初步的了解和認識，從中再挑選合適人選晉身第二輪面試，曾志偉在訪問中表示應屆的報名參賽者，其個人素質水準較上年度為佳，亦有數位佳麗具有特出表現的佳麗，而該年度亦有較多接近參賽年齡上限的26、27歲佳麗，為一嘗心願而鼓起勇氣，趕及在超齡前報名參賽，此外亦有較多在香港以外出生，但其後移居香港生活的參賽者。
對於該年度的入圍佳麗最終人數及計劃中的日本外景拍攝，以及是否舉行準決賽，曾志偉則表示仍需考量佳麗質素和表現來決定，他提及曾經有佳麗因在參賽初期未入狀態，而被大會建議修整儀容，亦有佳麗為求爭取入圍而下定決心在短期內減肥參賽，過後亦與參選初期判若兩人，甚至促使大會增加入圍名額，當曾志偉話畢後，隨即有記者察覺曾志偉所談論的對象，正為在場為《東張西望》電視節目採訪的女主持、2021年度香港小姐競選參賽佳麗陳懿德，結果陳懿德、曾志偉及樂易玲三人亦在其他記者面前即場回顧當時的比賽點滴。
此外，曾志偉亦提及由於香港小姐競選乃選出為香港宣傳的女性代表，而電視台過往亦有跟其他演藝經紀公司合作而共同擁有個別藝人之演藝合約，故此參賽者是否跟其他公司簽有合約亦非最優先之考慮。
2022年6月7日，無綫電視安排候選佳麗於將軍澳電視廣播城進行第二輪面試。第一輪面試中，共有82位佳麗親臨電視城，當中有42位佳麗成功突圍而出，晉身第二輪面試。由於部份佳麗在第一輪面試中仍在香港接受檢疫隔離，只能透過視通話方式進行面試，所以第二輪面試中，有5位佳麗為首度亮相，會見傳媒。
2022年6月23日，無綫電視安排候選佳麗於將軍澳電視廣播城進行第三輪面試。經過第二輪面試，42位佳麗當中，有27名佳麗突圍而出，晉身第三輪面試，當中有不少網絡熱話人選也入圍這輪面試。由於部份佳麗在第二輪面試中，仍在港接受檢疫隔離或身在外地，所以第三輪面試中，有五位為首度露面的海外佳麗。
2022年7月5日，大會安排二十強佳麗會晤新聞界，以最優美的姿態首次公開亮相，並由候選佳麗即場進行編號抽籤。出席者包括：電視廣播有限公司總經理（節目內容營運）曾志偉先生、助理總經理（藝員管理及發展）樂易玲小姐、企業傳訊部總監黃德慧小姐、TVB Music Group Limited 總裁何麗全先生、《2022香港小姐競選》統籌經理何小慧小姐、形象監督陳惠英小姐、舞台監督温耀敏小姐、監護人徐婉薇小姐、製作主任梁志康先生、香港公益金籌募委員會聯席主席楊傳亮BBS太平紳士、籌募委員會聯席主席孫道弘先生、慧妍雅集信託委員會主席曹敏莉小姐、執行委員會會長劉倩婷小姐及記者會司儀崔建邦。
2022年7月29日，大會安排二十強佳麗出席《2022香港小姐競選: 小城美誌》記者會，慧妍雅集多位師姐出席，與 20位候選佳麗分享拍攝感受，眾候選佳麗並特意致送「小城美誌珍貴紀念相冊」予師姐們，以答謝她們對香港小姐一如既往的支持。出席者包括：慧妍雅集執行委員會會長劉倩婷小姐、信託委員會委員王愛倫小姐、會員李嘉麗小姐、唐麗球小姐、張雪玲小姐、戚黛黛小姐、張名雅小姐、邵珮詩小姐、胡家惠小姐、《2022香港小姐競選》統籌經理何小慧小姐、形象監督陳惠英小姐、舞台監督溫耀敏小姐、監護人徐婉薇小姐。
2022年8月7日，大會安排十九強佳麗前往愉景灣，進行一連七日的特訓，佳麗除了拍攝花絮及泳裝照，亦會分成Musical Team及Dance Team，接受星級導師趙增熹、麥秋成及Sunny Wong的歌舞訓練。攝製大隊在8月7日早上，於將軍澳電視廣播城集合，準備出發特訓前，眾人亦進行拜神儀式。本屆本有20位應屆佳麗，出發當日卻只見19位佳麗現身。《2022香港小姐競選》統籌經理何小慧解釋6號林泳怡以學業理由，於出發前一天，宣布退選。「我們跟她溝通過，她今年19歲，正準備升讀大學，她跟大學傾過，無法參加9月舉行準決賽及決賽，與家人商量過後，決定退選。」何小慧表示事出突然，需要跟電視廣播有限公司總經理（節目內容營運）曾志偉及助理總經理（藝員管理及發展）樂易玲商討，才決定會否安排候補佳麗。
2022年8月8日，14位佳麗與趙增熹和麥秋成見面。佳麗初次啼聲，趙增熹直言她們的唱功未夠水準。佳麗們樂於接受善意批評，未有覺得難堪。
2022年8月12日，兩組佳麗分別以個人同團體形式進行才藝表演。一班佳麗雖然只有短短幾日排練，不過表演仍有板有眼，絕不失禮。兩位導師亦讚賞佳麗表現比初次會面好，表現大為改進，也十分欣賞她們用心排練。除了兩位導師，電視廣播有限公司總經理（節目內容營運）曾志偉、《2022香港小姐競選》統籌經理何小慧、形象監督陳惠英、舞台監督温耀敏等亦有到場欣賞表演，梁凱晴、邵初及關楓馨到場支持。
2022年8月22日，佳麗出席「現場觀眾至 Like 佳麗」活動，19位候選佳麗偕兩位戴著小后冠的「Little Miss Hong Kong」隆重出場。除了介紹 Little Miss Hong Kong套裝外，一班佳麗亦以「香港小姐50周年」及「香港」為題設計飾物，展現她們的創意及口才，以及對香港的情懷，傳承香港小姐的美麗和使命。2號林曉彤、9號陳銘鳳、14號梁超怡、19號楊溢獲頒「現場觀眾至 Like 佳麗」獎項。
2022年8月25日，會晤大會評判，公布《2022香港小姐競選準決賽》內容。評判由李林麗嬋女士、梁高美懿、郭少明、孫大倫及石禮謙擔任。首次擔任司儀的梁凱晴、邵初、關楓馨出席。出席記者會嘉賓還包括：電視廣播有限公司助理總經理（藝員管理及發展）樂易玲小姐、TVB Music Group Limited 總裁何麗全先生、《2022香港小姐競選》統籌經理何小慧小姐、形象監督陳惠英小姐、舞台監督温耀敏小姐、監護人徐婉薇小姐、製作主任梁志康先生及記者會司儀崔建邦。
2022年8月30日，無綫電視發表《重要通告》，表示由於接獲五位候選佳麗確診感染2019冠狀病毒病的消息，為保障候選佳麗、台前幕後團隊及其他相關參與者免受病毒感染，大會將暫停各項目綵排及宣傳工作，並即時安排各候選佳麗作核酸檢測，並宣布原定在9月4日晚上舉行之《2022香港小姐競選準決賽》將延期舉行，以騰出充裕時間待受感染者康復並繼續投入競選活動。據報章其後的報導，被確診染上冠狀病毒的佳麗包括邢慧敏、何詩琪、陳銘鳳、何思懿及楊溢，而且另有一名佳麗確診但未被報導其姓名。
2022年8月31日，電視台再次向外界發出新聞稿，表示由於部份參賽佳麗染疫，為了讓參賽佳麗有充足時間康復，大會決定取消《2022香港小姐競選準決賽》，而19位應屆參賽佳麗將直接晉身決賽。
因應節目調動，無綫電視翡翠台在9月4日晚上原定播映港姐準決賽的時段，則會改為播出同時號稱為「獎門人」的曾志偉因確診感染冠狀病毒而缺席錄影之《開心無敵獎門人》第6集，以及特備節目《2022香港小姐競選：美麗序章》。身兼電視台總經理的曾志偉在當晚播出的《東張西望》中表示，大會原計劃在準決賽中穿插歌舞劇，並投資了港幣約六百萬元在準決賽的舞台效果及機械裝置上，但因佳麗染疫而未能將成果呈現在電視節目內而感到可惜，亦冀望9月25日的決賽能順利舉行。
2022年9月15日，大會在香港海洋公園富爾敦酒店舉行記者招待會，並安排19位佳麗以泳裝亮相。
2022年9月21日，大會在香港海洋公園富爾敦酒店舉行記者招待會並公佈「最上鏡小姐」評判團之名單，而當中四位「最上鏡小姐」評判楊傳亮、陳法蓉、甘國亮及琦琦亦有到場與參賽佳麗分享經驗和心得。
2022年9月24日，大會安排十九強佳麗進行泳裝綵排及互選「友誼小姐」，結果由13號邢慧敏奪得「友誼小姐」名銜，並由上屆友誼小姐邵初送上鮮花祝賀。
2022年10月6日，舉行《2022香港小姐競選》慈善晚宴，欣然宣布決賽為香港公益金籌得港幣200萬元善款，秉承香港小姐致力參與社會公益服務，與及推動慈善工作的使命，為香港小姐競選50周年倍添意義。《2022香港小姐競選》慈善晚宴由電視廣播有限公司主席許濤先生、總經理（節目內容營運）曾志偉先生、總經理（商務營運）蕭世和先生，將港幣200萬元善款支票遞交予公益金，由公益金籌募委員會主席龐建貽先生、活動籌募委員會主席楊傳亮先生、聯席主席陳香蓮女士、委員丁天佑先生代表接受。公益金亦向各個支持機構致謝，並由公益金籌募委員會主席龐建貽先生、活動籌募委員會主席楊傳亮先生致送紀念品，分別由主辦機構電視廣播有限公司總經理（節目內容營運） 曾志偉先生。晚宴贊助香港富麗敦海洋公園酒店代表、信和置業有限公司集團總經理黃敏華女士、餐酒贊助大亞國際集團董事總經理龐建貽先生代表接受，場面熱鬧。香港小姐冠軍林鈺洧、亞軍暨國際親善小姐許子萱、季軍暨最上鏡小姐梁超怡、友誼小姐邢慧敏及十強佳麗徐麟、林曉彤、陳瑞菱、陳婉怡、陳銘鳳、張靜婷、敖嘉揚有支持。

## 記事
2022年9月23日，是屆比賽決賽中表演嘉賓之一鍾柔美因家傭確診2019冠狀病毒病，遂被列作2019冠狀病毒病患者的密切接觸者而須接受隔離，因而缺席演出。
2022年9月25日，其中一位主持王賢誌因確診2019冠狀病毒病而缺席。

## 外部連結
- 2022香港小姐競選官方網頁